# 渡辺龍太朗
渡辺 龍太朗（わたなべ りゅうたろう、1988年6月7日 - ）は、日本の俳優。神奈川県出身。ジャスティスプロダクション所属。

## 人物
- 身長176cm。スリーサイズB80、W67、H89。靴のサイズ27.5cm。
- 趣味は健康オタク、ヨガ、新舞踊。
- 特技はネパール語、英語、サッカー。

## 出演

### テレビ
- 欽ちゃんのニッポン元気化計画（三重テレビ,他 2012年1月 - ）レギュラー

### 映画
- 乱暴者の世界（2010年）

### 舞台
- 渋谷・コクーン歌舞伎 第十一弾『佐倉義民傳』（演出：串田和美、脚本：鈴木哲也、出演：中村勘三郎、中村扇雀、中村橋之助、坂東彌十郎、中村七之助、片岡亀蔵、笹野高史、ほか）（2010年6月、Bunkamura シアターコクーン、主催：松竹）
- 信州まつもと大歌舞伎 平成中村座　佐倉義民傳（さくらぎみんでん）（演出：串田和美、脚本：鈴木哲也、出演：中村勘三郎、中村扇雀、中村橋之助、坂東彌十郎、中村七之助、片岡亀蔵、笹野高史、ほか）（2010年7月、まつもと市民芸術館、主催：まつもと歌舞伎実行委員会）
- 劇団DOGADOGA+（plus）「偽作 不思議の国でアリんス」（作・演出：望月六郎）（2010年9月- 2010年10月）
- ミュージカルファンタジー「真夏の夜の夢」LOVE 2011（夏組　職人　フルート役）
- 「ゴミスイッチ〜わたしと世界をつないだひとつのバッグの物語〜」 テラシ役
- 「カガクするココロ」 （脚本：平田オリザ（青年団主宰）、演出：松井周（サンプル主宰）)(2012年3月)
- ソラリネ。＃02「Book Gallery Cafe-グリムの森-」(2012年4月)
- 翠組 第2回公演「放課後サマージャム」(2012年6月)
- 翠組 第3回公演「ライト・リライト」(2012年8月)

### CM
- JAバンク「松下奈緒はまだ知らない」篇（2011年）
- ダンロップ「タイムトラベルエナセーブ」篇（2011年）

### イベント
- Cooking Boys #10 キッチン盛り上げ隊(2011年12月)